# Colostygia semifussa
Colostygia semifussa là một loài bướm đêm trong họ Geometridae.